# Гамдлисцкаро
Гамдлисцкаро (груз. გამდლისწყარო) — село в Грузии, на территории Каспского муниципалитета края (мхаре) Шида-Картли.

## География
Село находится в центральной части Грузии, к западу от реки Лехуры, на расстоянии приблизительно 7 километров (по прямой) к северо-западу от города Каспи, административного центра муниципалитета. Абсолютная высота — 714 метров над уровнем моря.

## Население
По результатам официальной переписи населения 2014 года, в Гамдлисцкаро проживало 107 человек (52 мужчины и 55 женщин). В национальной структуре населения грузины составляли 86,9 %, осетины — 13,1 %.
| Год  | Население, человек |
| ---- | ------------------ |
| 2002 | 103                |
| 2014 | ↗ 107              |